# Kobieta w bieli
Kobieta w bieli (tytuł oryginału: The Woman in White) powieść epistolarna napisana przez Wilkie Collinsa w 1859 roku, wydana w odcinkach w latach 1859–1860 i po raz pierwszy opublikowana w formie książki w 1860 roku. Uważana jest za jedną z pierwszych powieści kryminalnych i powszechnie traktowana jako jedna z pierwszych (i najpiękniejszych) z gatunku powieści sensacyjnej.
Historia tam opisana uważana jest za wczesny przykład fikcji detektywistycznej z bohaterem, Walterem Hartrightem, stosującym wiele technik śledczych późniejszych prywatnych detektywów. Użycie wielowątkowych relacji wynika z prawniczego wykształcenia Collinsa, i jak sam wskazuje w swoim Wstępie: "historia tu przedstawiona będzie opowiedziana przez więcej niż jedno pióro, jak historia przestępstwa przeciw prawu jest opowiedziana w Sądzie przez więcej niż jednego świadka".
W 2003, Robert McCrum piszący dla The Observer skatalogował "Kobietę w bieli" jako numer 23 na "Liście 100 największych powieści wszech czasów". Powieść ta była również wciągnięta na listę z numerem 77 w przeglądzie BBC "The Big Read".

## Fabuła

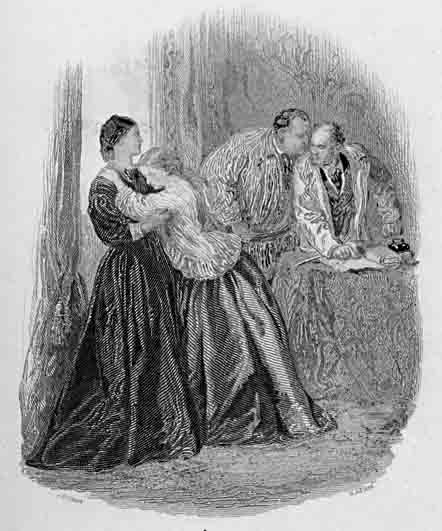
Ilustracja z wydania z 1861 roku..

Walter Hartright, młody nauczyciel rysunku, idzie z Hampstead do Londynu późnym letnim wieczorem, kiedy spotyka tajemniczą kobietę całą ubraną w biel, najwidoczniej w tragicznym położeniu. Pomaga jej w drodze do Londynu, ale później dowiaduje się, że uciekła ze szpitala psychiatrycznego. Następnego dnia podróżuje na północ do Limmeridge House, zostawszy wynajęty jako mistrz rysunku dla mieszkańców tego domu. Został tam polecony do pracy przez swojego przyjaciela, Pescę, nauczyciela języka włoskiego. Rodzinę w Limmeridge stanowią pan Frederick Fairlie i uczennice Waltera: Laura Fairlie, bratanica pana Fairlie i Marianna Halcombe, jej oddana przyrodnia siostra. Kilka dni po swym przybyciu Hartright uświadamia sobie, że Laura obdarzona jest zadziwiającym podobieństwem do kobiety w bieli, o nazwisku Anna Catherick. Umysłowo upośledzona Anna mieszkała przez jakiś czas w Cumberland jako dziecko i była przywiązana do matki Laury, która ubierała ją głównie na biało.
Walter i Laura szybko się zakochują. Laura jednakże obiecała ojcu, że poślubi Sir Persiwala Glyde’a, więc Marianna – wiedząc, że Laura kocha Waltera z wzajemnością – doradza Walterowi, by zapomniał o swojej miłości i opuścił Limmeridge. Anna, po wysyłaniu do Laury listu ostrzegającego ją przed Glydem, spotyka Hartrighta, który uzmysławia sobie, że Glyde był odpowiedzialny za zamknięcie Anny w szpitalu psychiatrycznym. Wbrew obawom prawnika rodziny Fairlie co do finansowych warunków kontraktu małżeńskiego, Laura i Glyde biorą ślub w grudniu 1849 i podróżują po Włoszech przez 6 miesięcy. Hartright również opuszcza Anglię, dołączając do wyprawy do Hondurasu. Po miesiącu miodowym Sir Persiwal i Lady Glyde wracają do jego rodzinnej posiadłości, Blackwater Park, w Hampshire; towarzyszy im przyjaciel Glyde’a, Hrabia Fosco (który jest żonaty z ciotką Laury). Marianna Halcombe również zamieszkuje w Blackwater i dowiaduje się, że Glyde jest w finansowych kłopotach. Sir Persiwal bezskutecznie usiłuje zmusić Laurę do podpisania dokumentu, który pozwoliłby mu użyć jej posagu 20.000 funtów. Zdeterminowana, by ochronić siostrę, Marianna zakrada się na dach, podglądając z góry Persiwala i Fosco, podczas gdy ci spiskują. Zaczyna jednak padać deszcz i Marianna, zupełnie przemoczona, zapada na gorączkę, która niedługo przekształca się w tyfus.
Kiedy Marianna choruje, Laura zostaje podstępem nakłoniona do podróży do Londynu. Tożsamość jej i Anny Catherick zostają wtedy zamienione. Anna Catherick umiera na chorobę serca i zostaje pochowana w Cumberland jako Laura, podczas gdy Laura zostaje uśpiona i umieszczona w szpitalu psychiatrycznym jako Anna Catherick. Kiedy Marianna zdrowieje i odwiedza szpital, mając nadzieję dowiedzieć się czegoś od Anny Catherick, znajduje Laurę, rzekomo cierpiącą na urojenie, że ona jest Lady Glyde.
Marianna przekupuje pielęgniarkę i Laura ucieka. Hartright bezpiecznie wraca z Hondurasu i we troje żyją razem w skrywanym niedostatku, zdecydowani przywrócić tożsamość Laury. Po jakimś czasie Walter odkrywa sekret Glyde’a, którym jest fakt, że był on z nieprawego łoża i dlatego nie jest uprawniony do dziedziczenia majątku swoich rodziców. Ten sekret był znany tylko matce Anny, podczas gdy Anna nigdy nie znając sekretu, mówiła i zachowała się tak, jak gdyby go znała. Wiele lat wcześniej, Glyde sfałszował wpis w rejestrze małżeństw w kościele w Old Welmingham, by ukryć swoje nieślubne pochodzenie i w związku z tym bezprawne dziedzictwo majątku i tytułu. Sądząc, że Walter albo odkrył, albo odkryje jego sekret, Glyde usiłuje zniszczyć wpis rejestru, ale ginie w płomieniach, gdy zakrystię kościoła zajmuje ogień. Konfrontując matkę Anny, Hartright odkrywa, że Anna była nieślubnym dzieckiem ojca Laury, co wyjaśnia ich podobieństwo. Wracając do Londynu, by wznowić walkę z Fosco, Hartright poślubia Laurę. Kiedy dyskretnie śledzi Fosco, by go sprawdzić, Hartright również odkrywa, że Fosco należy do włoskiego tajnego stowarzyszenia (określanego mianem „Braterstwo”), które zdradził, a którego Pesca jest ważnym członkiem z wystarczającą władzą, by go zabić. Wykorzystując słabość Fosco do negocjacji, Hartright ma teraz władzę, by wymusić pisemne wyznanie od Fosco i tożsamość Laury zostaje przywrócona. Fosco wyjeżdża z Anglii w pośpiechu, tylko po to, by zostać odkrytym przez agentów Braterstwa jakiś czas później i zamordowany. Ponieważ Hartright i Laura wzięli ślub, po śmierci Fredericka Fairlie ich syn zostaje Dziedzicem Limmeridge.